# Chiesa di San Nicola Vescovo (Ala di Stura)
La chiesa di San Nicola Vescovo, detta anche chiesa dei Santi Nicola e Grato, è la parrocchiale di Ala di Stura, in città metropolitana e arcidiocesi di Torino; fa parte del distretto pastorale Torino Nord.

## Storia
La primitiva cappella di San Nicola sorse presumibilmente verso l'anni 1000 grazie all'opera dei monaci benedettini, i quali tra i secoli XI e XII si impegnarono molto per dare un nuovo impulso alla religiosità nelle Valli di Lanzo.
Il campanile venne aggiunto nel Trecento; da un documento del 1386 si apprende che l'ecclesia S.Nicolaj de Ala era filiale della pieve di Ceres.
Nella relazione della visita apostolica effettuata nel 1584 dal canonico Galateri di Genola si legge che il luogo di culto era generalmente in buone condizioni, ma era sprovvisto del pavimento, della sagrestia e di confessionali.
All'inizio del XVIII secolo la chiesa medievale, peraltro danneggiata da una frana nel 1665, versava in pessimo stato ed era ormai insufficiente a soddisfare le esigenze dei fedeli, cosicché nel 1725 il rettore don Anselmo Sciandra e il frate padre Benigno Dalmazzo esortarono i parrocchiani a ricostruirla ex novo. Il cantiere fu avviato due anni più tardi; il luogo di culto fu portato a termine nel 1730 e benedetto il 15 ottobre di quell'anno dal prevosto don Michele Calza, ma perché anche tutto l'apparato decorativo potesse dirsi completo si dovette aspettare il 1732.
La cappella laterale destra, dedicata alla Madonna del Rosario, venne realizzata tra il 1735 e il 1736, mentre quella sinistra, intonata a san Giuseppe, tra il 1738 e il 1740.
Il 20 agosto del 1759 l'arcivescovo di Torino Francesco Luserna Rorengo di Rorà, giunto ad Ala di Stura durante la sua visita pastorale, imparartì la consacrazione.
Nel 1775 fu edificata la nuova sagrestia, mentre nell'arco di tutto il Ottocento la parrocchiale venne interessata da numerosi interventi di restauro e di sistemazione.
Il 4 giugno 1921 si procedette alla consacrazione del nuovo altare collocato nella cappella laterale della Madonna del Rosario, mentre nel 1931 la chiesa fu decorata grazie a una donazione.
Nel 2013 si provvide all'aggiunta, in ossequio alle norme postconciliari, dell'ambone e dell'altare rivolto verso l'assemblea.

## Descrizione

### Esterno
La facciata della chiesa, rivolta a mezzogiorno, è suddivisa da una cornice marcapiano in due registri, entrambi scanditi da quattro lesene: quello inferiore presenta centralmente il portale d'ingresso, sormontato dal frontoncino curvilineo, mentre quello superiore è caratterizzato da una finestra quadrilobata e coronato dal timpano triangolare.
Annesso alla parrocchiale si erge il campanile a base quadrata, al cui cella presenta su ogni lato una monofora a tutto sesto ed è coperta dal tetto a quattro falde con cuspide sommitale sorreggente la croce.

### Interno
L'interno dell'edificio, la cui pianta è cruciforme, si compone di un'unica navata, sulla quale si affacciano le cappelle laterali, introdotte da archi a tutto sesto, e le cui pareti sono scandite da lesene sorreggenti la trabeazione modanata e aggettante sopra la quale si imposta la volta a botte; al termine dell'aula si sviluppa il presbiterio, rialzato di due gradini, ospitante l'altare maggiore e chiuso dall'abside di forma semicircolare.